# Fernand Vanlangenhove

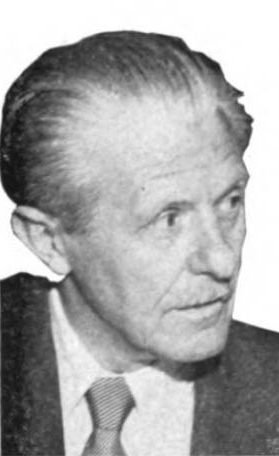
Fernand Vanlangenhove (1953)

Fernand Vanlangenhove (Moeskroen, 30 juni 1889 - Brussel, 29 juli 1982) was een diplomaat en secretaris-generaal van het Belgisch Ministerie van Buitenlandse Zaken.

## Familie
Vanlangenhove (ook soms van Langenhove geschreven) was de kleinzoon van een linnenhandelaar die ook een kwarteeuw burgemeester was van Vloesberg. Zijn vader, doctor in de rechten, was vrederechter in Moeskroen. De familie behoorde tot de liberale strekking, maar Fernand Vanlangenhove was nooit actief in de partijpolitiek.
Hij trouwde in 1920 met Nancy Willems, dochter van Edouard Willems, hoogleraar aan de ULB. Ze kregen twee dochters.

## Levensloop
Na middelbare studies aan de Athenea van Doornik en Elsene, studeerde Vanlangenhove tussen 1906 en 1910 aan de ULB. Hij behaalde er in 1909 en 1910 de diploma's van licentiaat in de sociale wetenschappen, licentiaat in de politieke en administratieve wetenschappen en handelsingenieur.
Van 1910 tot aan het uitbreken van de oorlog was hij wetenschappelijk secretaris aan het Institut de Sociologie Solvay, dat geleid werd door Emile Waxweiler, die zijn mentor werd. Hij interesseerde er zich voor de vorming en de ontwikkeling van nationaliteitsgevoelens en bereidde een thesis voor over het Belgische nationaliteitsgevoel in de tijd van de Brabantse Omwenteling. Hij bestudeerde ook de Albanese nationaliteit, en wijdde er zijn eerste boek aan.
Tijdens de oorlog volgde hij de Belgische regering naar Le Havre en werkte in het Bureau voor documentatie. Hij leidde er een actief studieleven dat uitmondde in verschillende publicaties. In volle oorlog wijdde hij een boek aan de legende van de Belgische franc-tireurs. Met wetenschappelijke objectiviteit toonde hij aan hoe deze mythe gevormd werd uit de verwachtingen en de geestesgesteldheid van de Duitse soldaten. Het boek kende een grote oplage en verschillende vertalingen.
Na de voortijdige dood van Waxweiler kwam hij in contact met de liberale politicus Paul Hymans die in 1917 minister van Economische Zaken werd en hem tot zijn kabinetschef benoemde. In november 1918 werd hij directeur van de Economische Studiediensten van het ministerie. De volgende zeven jaar verdiepte Vanlangenhove zich in economische problemen. Hij werd gevoegd bij de directie van de handelsakkoorden. Zo leidde hij de onderhandelingen met Frankrijk, Duitsland en Tsjecho-Slowakije.

## Academische loopbaan
Ondertussen vatte Vanlangenhove ook een academische loopbaan aan. Vanaf 1919 doceerde hij sociologie, sociale economie en mobilisatie van de nationale middelen, zowel aan de Handelshogeschool en de ULB als aan de Krijgsschool.
Hij bleef steeds de contacten met de universiteit bewaren, hoewel hij in 1957 een eindpunt plaatste achter zijn loopbaan als docent.

## Buitenlandse Zaken
In 1926 werd Vanlangenhove kabinetschef van de eerste socialistische minister van Buitenlandse Zaken Emile Vandervelde. Hij oefende deze functie verder uit bij minister Paul Hymans.
In 1929 werd hij bevorderd tot secretaris-generaal van het Ministerie van Buitenlandse Zaken. Hij aanvaardde, op voorwaarde dat zowel de administratie in Brussel als de diplomatieke posten onder zijn gezag zouden ressorteren. Vanaf 1935 werd hem de titel van ambassadeur toegekend, ook al was hij nooit op post geweest in het buitenland.
In zijn ambt werkte hij met ministers van verschillende politieke kleur die hem om beurt apprecieerden. De katholieke premiers Georges Theunis en Paul van Zeeland boden hem de portefeuille Buitenlandse Zaken aan, die hij weigerde. Paul-Henri Spaak schreef over hem: Hij was een man van grote klasse. Hij was weliswaar geen beroepsdiplomaat maar hij bezat alle kwaliteiten die nodig zijn om te slagen in de diplomatie: doorzicht, wijsheid, gematigdheid, geduld. Hij had klare inzichten en was van goede raad. Toegewijd, vriendelijk, trouw, bezat hij een uitstekende diplomatieke stijl die uitmuntte door bondigheid, klaarheid, precieze woordkeuze, goedbedachte uitdrukkingswijze. Ik heb vaak lachend gezegd, maar het was de waarheid, dat hij mijn vage ideeën in klare taal omzette
Tijdens het interbellum was zijn voornaamste bekommernis de politiek van onafhankelijkheid die door België werd nagestreefd en vervolgens de positie van het land voor en bij het uitbreken van de Tweede Wereldoorlog.
Vanaf 1931 was hij, naast Hymans, sterk betrokken bij de ontwikkeling van de politiek van "onafhankelijkheid". Het kwam erop neer een veel dynamischer inhoud te geven aan het begrip "neutraliteit". Het land moest zich volledig afzijdig houden van alles waar het nationaal belang niet bij gemoeid was. In die zin werd het Frans-Belgisch militair akkoord op de helling geplaatst. Na 1936 waren de overeenkomsten vervat in het Verdrag van Locarno voorbijgestreefd, na de machtsgreep van Hitler en de herbezetting van het Rijnland enerzijds, de fascistische avonturen van Mussolini en de verovering van Abyssinië anderzijds. Daar kwam dan ook nog de burgeroorlog in Spanje bij. Een volledig onafhankelijke koers, zonder allianties, dit was het wat Vanlangenhove voorstond en dit beantwoordde aan de zienswijzen die in België zeer breed werden aangekleefd. Het enige dat hieraan afbreuk deed was de eenzijdige 'garantie' gegeven door Frankrijk en Engeland dat ze België zouden ter hulp snellen als het land werd aangevallen. Aangezien ook nazi-Duitsland verzekerde geen intenties te hebben om België aan te vallen, leek het dus meer om een overbodige garantie. Weinige jaren later zou het natuurlijk anders zijn.

## In Londen
In mei 1940 vertrok Vanlangenhove met de regering uit Brussel, eerst naar Oostende, vervolgens naar Poitiers en dan naar Bordeaux. Hij verlaat Bordeaux op 19 juni 1940, niet als secretaris-generaal, maar als Ambassadeur Inspecteur van de diplomatieke posten. Hij weigerde immers naar Brussel terug te keren. Terwijl de ministers ontredderd waren en ontslag wilden nemen, bleef hij overtuigd dat de strijd moest worden voortgezet en de regering naar Londen moest vertrekken. Hij vond één minister, de katholiek Albert de Vleeschauwer die zijn mening deelde. Toen die een mandaat kreeg van zijn collega's om de kolonie en de belangen van België over het algemeen te behartigen, trok Vanlangenhove met hem naar Lissabon na hem toevallig in Bayonne te hebben ontmoet. In London, waar hij op 27 augustus aankwam, zou hij zich ter beschikking stellen van minister Albert de Vleeschauwer die op 4 juli Londen reeds had bereikt en van Camille Gutt die op 5 augustus was aangekomen. Vervolgens arriveerden Hubert Pierlot en Spaak. Met hen en de Belgische ambassadeur Emile de Cartier de Marchienne vormde hij de eerste kern van de Belgische aanwezigheid in Londen en werden regering en administratie van het België in ballingschap georganiseerd, in afwachting van de terugkeer naar België. Hij gebruikte verder terug zijn titel van secretaris-generaal, des te meer omdat op bevel van de bezetter de administratie Buitenlandse Zaken in België was opgedoekt.
De tijd van de onafhankelijkheidspolitiek was voorbij, oordeelde hij. Voortaan kwam het erop aan de samenwerking en solidariteit tussen de democratische landen te bevorderen.
Zijn eerste inspanningen gingen naar de Belgische diplomatie en naar de Belgische bedrijven in het buitenland. Allen maande hij aan geen directieven meer te aanvaarden die uit de bezette gebieden kwamen.
Vanaf 27 augustus 1940 was Vanlangenhove in Londen. Hij zou er blijven tot aan de bevrijding van België.
Naast vele andere voorbereidingen in afwachting van de terugkeer, bereidde hij de hechtere samenwerking met Nederland en Luxemburg voor, die uitmondde op de ondertekening van het BENELUX-verdrag op 5 september 1944.

## Terug in België
Op 8 september 1944 was Vanlangenhove, samen met de regering weer in Brussel en hernam er onmiddellijk zijn functie van secretaris-generaal. Hij moest er onder meer heel wat van zijn collega's die in België waren gebleven en zich niet achter de regering in Londen hadden geschaard, meedelen dat ze op non-actief werden gesteld. Het ging onder meer om graaf Robert Capelle, baron Pierre van Zuylen, graaf Louis d'Ursel en gedeeltelijk burggraaf Jacques Davignon.
De periode was uiteraard intensief. Niet alleen moest het ganse diplomatieke corps opnieuw georganiseerd worden, maar moest op heel wat domeinen de politiek van het land geherdefinieerd worden, was er het nijpende probleem van de 'koningskwestie' en speelde België een niet onbelangrijke rol bij de stichting van de Verenigde Naties, waarvan Paul-Henri Spaak de eerste voorzitter was.

## De Verenigde Naties
In 1946 nam de carrière van Vanlangenhove een nieuwe wending en werd hij tot permanent vertegenwoordiger van België bij de Verenigde Naties benoemd. In 1947-48 en in 1956-57 zetelde hij in de Veiligheidsraad. Hij was er de voorzitter van in januari 1947 toen de dramatische crisis tussen India en Pakistan uitbrak. Daarnaast maakte hij ook deel uit van commissies zoals die over de algemene politiek en die over de kernenergie.
In 1948 kwam hij korte tijd naar België terug om er de Belgische delegatie voor te zitten en tevens de conferentie zelf die leidde tot de oprichting van de West-Europese Unie. Hij beschouwde het 'Verdrag van Brussel' en de stichting van deze Unie als een van de grootste successen van de Belgische diplomatie.
Waar hij internationaal het meest aandacht voor kreeg was met de ontwikkeling en verdediging van wat La Thèse belge werd genoemd. In het zeer antikolonialistische milieu dat de Verenigde Naties was, gaf hij een originele interpretatie aan het artikel 73 in hoofdstuk XI van het Handvest van de Verenigde Naties, dat de "hoge zending" onderstreepte van landen die gezag hadden over nog onvoldoende ontwikkelde landen, die nog niet de onafhankelijkheid hadden bereikt. De Belgische thesis hield voor dat de bevolkingen bescherming moesten genieten, onder meer vanwege internationale organisaties. Er moest ook over gewaakt worden dat de zelfbeschikking van de volkeren er niet toe leidde dat dominerende groepen een nieuw kolonialisme zouden organiseren tegenover andere volkeren binnen hun machtsgebied.
Met deze redenering hoopte de Belgische vertegenwoordiger enige voorzichtigheid bij te brengen bij de talrijke anti-kolonialisten binnen de Verenigde Naties, door ze te doen beseffen dat het antikolonialisme zich ook tegen hen kon keren. De resultaten van de aldus gepropageerde zienswijze zijn mager gebleken. De tijden waren er niet naar om aan een dergelijke thesis veel gehoor te geven.
In 1957 werd Vanlangenhove achtenzestig en nam hij afscheid van het professionele leven.

## Pensioen
Zijn pensioenjaren waren echter nog een lange tijd van grote activiteit. Hij begon met drie maanden per jaar aan reizen te besteden. Dit gebeurde onder meer in functie van de gezondheid van zijn vrouw (verblijven aan de Azuurkust) en van zijn lidmaatschap van de raad van bestuur van de multinational Brazilian Traction & Power Company.
Activiteiten binnen wetenschappelijke instellingen werden belangrijk. Het betrof:
- de Koninklijke Academie van België
- de Koninklijke Academie voor Overzeese Wetenschappen
- het Koninklijk Instituut voor Internationale Betrekkingen (dat hij vijf jaar voorzat)
- de Commissie voor de Nationale Biografie (die hij vijf jaar voorzat)

Onder zijn andere activiteiten zijn te vermelden:
- Hij werd voorzitter van het Nationaal Werk voor Kankerbestrijding
- Hij werd lid en secretaris van het Internationaal Instituut voor de verscheidenheid in beschavingen (Institut International des Sciences Politiques et Sociales Appliquées aux Pays de Civilisations Différentes). Hij werkte mee aan de 31ste sessie die als thema had: De rol van de vrouwen in de ontwikkeling van tropische en subtropische landen.
- Hij nam deel aan de internationale veertiendaagse in Brussel van de Société Jean Bodin pour l'histoire comparative des institutions, die als thema had: Vrede.
- Hij werkte mee aan de oprichting van de Cardiologische Stichting Prinses Lilian.

Nog belangrijker en blijvender waren de talrijke publicaties waar hij zich aan zette en waarmee hij de draad terug opnam van zijn geschriften uit zijn jonge jaren. Deze talrijke geschriften kunnen worden onderverdeeld in vier categorieën:
- studies over de Verenigde Naties en over de dekolonisatie
- studies over natievorming en nationaal bewustzijn
- studies over de Belgische buitenlandse politiek tussen 1920 en 1950
- biografische artikels.

## Publicaties
De volledige bibliografie (144 nummers) is te vinden in: Notice biographique Fernand Vanlangenhove door Jean Stengers
- Sur un cas de déclassement et de désagrégation sociale. Contribution aux Archives sociologiques, in: Bulletin de l'Institut de Sociologie Solvay, 1911.
- Sur les facteurs inconscients de l'attraction sociale, ibid., 1911.
- Les facteurs internes de l'évolution littéraire,ibid., 1912.
- Constitution progressive d'un système de symboles issu de l'usage, ibid., 1912.
- L'élaboration de la discipline classique dans la langue littéraire française, ibid., 1912.
- Dans quelle mesure une influence étrangère agit dans la constitution d'un genre littéraire, ibid., 1912.
- Sur l'élaboration d'une conscience nationale par emprunt à une culture étrangère. Contribution aux Archives sociologiques, ubid., 1912.
- La nationalité albanaise (Notes de voyage), Brussel, Weissenbruch, (1914).
- Comment naît un Cycle de Légendes. Francstireurs et atrocités en Belgique, Lausanne-Paris, Payot, 1916, 268 p. en 1917, 316 p.
  - Como nace un ciclo de leyendas, Madrid, 1916
  - The growth of a legend, Londen, 1916
  - Hoe een cyclus van legenden ontstaat, Leiden, 1916
  - Wie Legenden entstehen, Zürich, 1917.
- Emile Waxweiler. L'homme et l'oeuvre, in: Le XXe Siècle, 8 juli 1916.
- De la science à l'action. L'enseignement d'Emile Waxweiler, Lausanne, 1916, in: Revue suisse, december 1916.
- La volonté nationale belge en 1830, Bruxelles et Paris, Van Oest, 1917, 96 p.
- Le dossier diplomatique de la question belge. Recueil des pièces officielles, avec notes, Paris, Van Oest, 1917
- L'existence des classes sociales, in: Revue de l'Institut de Sociologie, 1939, pp. 69-74.
- Les rapports commerciaux franco-belges, ibid., 1924.
- La politique commerciale de la Belgique, Le Flambeau, 1926, 16 p.
- L'action du gouvernement belge en matière économique pendant la guerre, Paris, Presses Universitaires de France, 1927, 270 p.
- Les traités de commerce, in: Revue Économique Internationale, juni 1927, pp. 445-458.
- L'accord commercial avec la France, ibid., 15 mars 1928, 15 p.
- Contribution à l'étude de l'organisation des professions, envisagée du point de vue "fonctionnel", ibid., 1939, pp. 559-564.
- Belgique. La relation officielle des événements, 1939-1940, Londres, Ministère des Affaires étrangères de Belgique, s.d. (1941) (Livre Gris).
- The co-operation of Free nations, in: The Contemporary Review, juillet 1942, 5 p.
- La notion de territoires dépendants, Civilisations, janvier 1951, pp. 8-14.
- La mission de civilisation envers les populations indigènes, in: Synthèses, décembre 1951, pp. 12-25
- The Idea of the Sacred Trust of Civilization with regard to the less developed people, New York, Belgian Government Information Center, s.d. (1951), 20 p.
- (Anonyme), Les Garanties dont de nombreuses populations indigènes ne bénéficient plus. in: Synthèses, octobre 1952, pp. 346-353.
- Aspects récents du principe des nationalités, in: Revue Générale Belge, novembre 1952, pp. 9-31et décembre 1952, pp. 204-228.
- La politique internationale de la Belgique après la première guerre mondiale, in: H. PIRENNE, Histoire de Belgique des origines à nos jours, t. IV, Bruxelles, La Renaissance du Livre, 1952,
- Continuité de la mission de civilisation, ub: Synthèses, juin 1953, pp. 142-150.
- La Mission sacrée de Civilisation. À quelles populations faut-il en étendre le bénéfice? La thèse belge, New York, Belgian Government Information Center, 1953, 64 p.
- La question des aborigènes aux Nations Unies. La Thèse belge, Bruxelles, 1954, 122 p. (Institut Royal Colonial Belge. Section des Sciences morales et politiques. Mémoires, t. XXXVII).
- Le problème de la protection des populations aborigènes aux Nations Unies, dans: Académie de Droit International. Recueil des Cours, Leiden, 1956, pp. 323-435.
- L'anticolonialisme aux Nations Unies,in: Revue Générale Belge, mai 1957, 18 p.
- L'adaptation du système de sécurité collective des Nations Unies à la situation internationale, Académie royale de Belgique. Bulletin de la Classe des Lettres et des Sciences morales et politiques, 1957, pp. 452-470.
- La crise du système de sécurité collective des Nations Unies, 1946-1957, Brussel, Institut Royal des Relations internationales, en Den Haag, Nijhoff, 1958, 272 p.
- Passage de la conscience tribale à la conscience nationale en Afrique, in: Académie royale de Belgique. Bulletin de la Classe des Lettres et des Sciences morales et politiques, 1959, pp. 55-85.
- La sociologie fonctionnelle d'Emile Waxweiler, in: Revue de l'Institut de Sociologie, 1960, pp. 685-712.
- Consciences tribales et nationales en Afrique noire, Brussel, Institut Royal des Relations internationales, en Den Haag, Nijhoff, 1960,
- Quelques aspects internationaux de la crise congolaise, in: Le Flambeau, 1960, pp. 489-504.
- Le Congo et les problèmes de la décolonisation, Chronique de Politique étrangère, vol. XIII, 1960, pp. 411-438.
- La Guerre froide en Afrique noire, in: Revue militaire générale, 1961, pp. 301-319.
- Le problème de l'intégrité nationale des États issus de la décolonisation, in: Res Publica, vol. III, 1961, pp. 111-129.
- Notice sur la vie et les travaux de Hugh Gibson, Université Libre de Bruxelles. Rapport sur l'année académique 1954-1955, Brussel, 1961, p. 162.
- La Belgique flamande et wallonne, in: La Revue de Paris, avril 1961, pp. 16-26.
- La genèse des nations au XXe siècle, ibid.,1961, pp. 557-591.
- Notice sur la vie et les travaux de Raymond Olbrechts, Université Libre de Bruxelles. Rapport sur l'année académique 1958-1959, Brussel, 1963, pp. 230-232.
- Le rôle proéminent du Secrétaire Général dans l'opération des Nations Unies au Congo, Brussel, Institut Royal des Relations internationales, en Den Haag, Nijhoff, 1964, 250 p.
- (samen met Charles DE VISSCHER), Documents diplomatiques belges 1920-1940. La politique de sécurité extérieure, Brussel, Commission Royale d'Histoire, 5 vol., 1964-1966: - t. I, Période 1920-1924, 1964, 552 p. - t. II, Période 1925-1931, 1964, 720 p. - t. III, Période 1931-1936, 1964, 512 p. - t. IV, Période 1936-1937, 1965, 626 p. - t. V, Période 1938-1940, 1966, 536 p.
- L'accord militaire franco-belge de 1920 à la lumière des Documents diplomatiques belges, 1967, pp. 520-535.
- La crise de Locarno à la lumière des Documents diplomatiques belges, in: Chronique de Politique étrangère, 1967, pp. 367-387.
- Eugène Beyens, Biographie Nationale de Belgique, t. XXXIV, Brussel, 1967, col. 71-79.
- Edmond de Gaiffier d'Hestroy, ibid., col. 377-382.
- Le concept de nation dans le Tiers-Monde, 1968, pp. 340-353.
- Pierre Orts, Biographie Nationale de Belgique, t. XXXIV, Brussel, 1968, col. 628-634.
- Edouard Willems, ibid., col. 767-772.
- Dag Hammarskjöld, Biographie Belge d'Outre-Mer, t. VI, Brussel, 1968, col. 452-454.
- Notice sur Émile Vandervelde, Académie royale de Belgique. Annuaire 1968, Brussel, 1968, 42 p.
- Jules van den Heuvel, Biographie Nationale de Belgique, t. XXXV, Brussel, 1969, col. 417-423.
- La Belgique en quête de sécurité, 1920-1940, Brussel, La Renaissance du Livre, 1969, 158 p.
- La politique belge d'indépendance dans la perspective de l'histoire, in Académie royale de Belgique. Bulletin de la Classe des Lettres et des Sciences morales et politiques, 1969, pp. 154-168.
- La Sécurité de la Belgique. Contribution à l'histoire de la période 1940-1950, Brussel, Éditions de l'ULB, 1971, 264 p.
- Souvenirs du rôle de la Belgique aux débuts du conflit indo-pakistanais, in: Le Soir, 18 décembre 1971.
- Notice sur Paul Hymans, Académie royale de Belgique. Annuaire 1971, Bruxelles, 1971, 68 p.
- La Belgique et ses garants. L'été 1940. Contribution à l'histoire de la politique extérieure de la Belgique pendant la Seconde Guerre mondiale, Brussel, Palais des Académies, 1972, 228 p.
- Quelques observations à propos des rapports récents de la biologie avec la sociologie, in: Académie royale de Belgique. Bulletin de la Classe des Lettres et des Sciences morales et politiques, 973, pp. 105-120.
- Les objectifs de la "politique d'indépendance" de la Belgique, Revue Belge de Philologie et d'Histoire, 1974, pp. 389-403.
- Portrait d'un ambassadeur (Cartier de Marchienne), in: Le Soir, 14 juillet 1974.
- Jacques Davignon. Biographie Nationale de Belgique, t. XXXIX, Bruxelles, 1976, col. 224-236.
- André de Kerchove de Denterghem. Biographie Nationale de Belgique, t. XXXIX, Bruxelles, 1976, col. 511-521.
- Dannie Heineman. La vocation internationale d'un grand ingénieur au siècle de l'électricité. Académie royale de Belgique. Bulletin de la Classe des Lettres et des Sciences morales et politiques,1977, pp. 13-56.
- Les invariants de l'histoire et de l'ethnologie, ibid., 1977, pp. 423-440.
- L'Institut de Sociologie Solvay au temps de Waxweiler, Revue de l'Institut de Sociologie, 1978, pp. 229-261.
- Notice sur le comte Eugène Goblet d'Alviella, Académie royale de Belgique. Annuaire 1978, Bruxelles, 1978, 39 p.
- L'élaboration de la politique étrangère de la Belgique entre les deux guerres mondiales, Bruxelles, Palais des Académies, 1980, 404 p.
- L'aventure humaine présente-t-elle en ce monde des contradictions inexplicables?, in: Académie royale de Belgique. Bulletin de la Classe des Lettres et des Sciences morales et politiques, 1981, pp. 377-380.
- De la politique d'indépendance à l'intégration européenne, in : Le rôle des Belges et de la Belgique dans l'édification européenne, Bruxelles, Institut Royal des Relations internationales, 1981, pp. 3-23.
- Facteurs individuels et collectifs de la détente et de l'équilibre international, Bruxelles,- Palais des Académies, 1982, 88 p.

Onder de onuitgegeven teksten:
- Contribution à l’histoire du ministère des Affaires étrangères pendant la période du 10 juin au 22 octobre 1940, [1964].